# 広島市立矢野南小学校
広島市立矢野南小学校（ひろしましりつやのみなみしょうがっこう）は、広島県広島市安芸区矢野南四丁目にある公立小学校。

## 概要
広島市の郊外、矢野ニュータウンの中にある。同ニュータウンの造成による人口増加のために、近隣の小学校の児童数の過度な増加が予想されたことから、1995年、新たに小学校を分離設置することが計画された。プロジェクト「ひろしま2045：平和と創造のまち」 の一環とされ、象設計集団の富田玲子が校舎の設計者に起用された。
2012年（平成24年）現在の児童数は740名である。

## 沿革
仮称段階では「矢野西第二小学校」とされていた。
- 1998年（平成10年）4月1日 - 広島市立矢野西小学校から分校開校。

## 進路先中学校
- 広島市立矢野中学校

## 周辺
- 広島市立矢野小学校
- 広島市立矢野西小学校
- 広島熊野道路矢野（広島）側出入口

## 交通アクセス
- 広電バス「矢野ニュータウン中」停留所で下車。
- 電車での最寄り駅はJR呉線矢野駅。ここから上記のバスに乗ることもできる。